# جزیره اسنو هیل

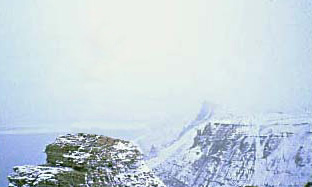
جزیره اسنو هیل، ژانویه ۱۹۹۹

جزیره اسنو هیل جزیره‌ای به طور کامل پوشیده از برف است به طول ۳۲ کیلومتر و عرض ۹٫۷ کیلومتر که در سواحل شمال غربی قطب جنوب قرار گرفته. از جمله جانوران ساکن در این جزیره می‌توان به پنگوئن امپراتور اشاره‌نمود.